# М3ГАН
М3ГАН (на английски: M3GAN) е американски научнофантастичен филм на ужасите от 2022 г на режисьора Джерард Джонстоун, а сценарият е на Акила Купър и Джеймс Уан, който е копродуцент с Джейсън Блум. Във филма участват Алисън Уилямс и Вайлет Макгоу, докато Ейми Доналд психично изигра М3ГАН, а Джена Дейвис озвучава героинята.
Премиерата на филма се състои на 7 декември 2022 г. в Лос Анджелис, и излиза по кината в Съединените щати на 6 януари 2023 г. от „Юнивърсъл Пикчърс“.

## Актьорски състав
- Алисън Уилямс – Джема
- Вайълет Макгоу – Кейди
- Ейми Доналд и Джена Дейвис – Меган
- Джен Ван Епс – Тес
- Браян Джордан Алварез – Кол
- Джак Касиди – Брандън
- Рони Чиенг – Дейвид Лин
- Лори Дънгли – Силия
- Ейми Ъшърууд – Лидия
- Стефани Гарно-Монтен – Кърт
- Арло Грийн – Райън
- Кира Джоузефсън – Ейва